# San José de Acevedo
San José de Acevedo är en ort i Mexiko.   Den ligger i kommunen Nombre de Dios och delstaten Durango, i den centrala delen av landet, 700 km nordväst om huvudstaden Mexico City. San José de Acevedo ligger 1 719 meter över havet och antalet invånare är 101.
Terrängen runt San José de Acevedo är kuperad åt sydväst, men åt nordost är den platt. San José de Acevedo ligger nere i en dal som går i nord-sydlig riktning. Runt San José de Acevedo är det glesbefolkat, med 16 invånare per kvadratkilometer. Närmaste större samhälle är Nombre de Dios, 4,8 km norr om San José de Acevedo. Omgivningarna runt San José de Acevedo är i huvudsak ett öppet busklandskap.